# Raviart
Raviart este o comună din departamentul Didiévi, regiunea Lacs, Coasta de Fildeș.